# Jervis Drummond
Jervis Drummond Johnson (Limón, 8 settembre 1976) è un ex calciatore costaricano, di ruolo difensore. È fratello gemello del calciatore Gerald Drummond.

## Carriera

### Club
Ha sempre giocato nel campionato costaricano.

### Nazionale
Con la maglia della Nazionale ha disputato oltre 70 incontri in 10 anni di militanza.